# Susanne Svendsen
Susanne Svendsen (* 7. Februar 1979 in Südkorea) ist eine ehemalige dänische Triathletin. Sie ist mehrfache Staatsmeisterin Duathlon (2012–2014) und Triathlon (2013).

## Werdegang
Susanne Svendsen wurde in Südkorea geboren und sieben Monate nach ihrer Geburt von einer dänischen Familie adoptiert.
In ihrer Jugend war sie im Handball aktiv.
Sie wurde 2012 dänische Duathlon-Staatsmeisterin und sie konnte diesen Titel 2013 und 2014 erfolgreich verteidigen. 2013 wurde sie dänische Staatsmeisterin auf der Triathlon-Langdistanz.
2015 wurde Susanne Svendsen Dritte bei der Duathlon-Weltmeisterschaft auf der Langdistanz in Zofingen und im Folgejahr konnte sie diesen Erfolg wiederholen.
Seit 2016 tritt Susanne Svendsen nicht mehr international in Erscheinung.
Susanne Svendsen lebt mit ihrem Partner  in Viby Jylland.

## Sportliche Erfolge
| Datum/Jahr    | Rang | Wettbewerb                                           | Austragungsort | Zeit     | Bemerkung       |
| ------------- | ---- | ---------------------------------------------------- | -------------- | -------- | --------------- |
| 29. Sep. 2013 | 1    | DEN Long Distance Triathlon National Championships   | Aalborg        | 04:39:53 | Staatsmeisterin |
| 6. Juli 2014  | 3    | DEN Middle Distance Triathlon National Championships | Ålborg         | 04:33:56 |                 |

| Datum/Jahr    | Rang | Wettbewerb                                        | Austragungsort    | Zeit     | Bemerkung                                                                 |
| ------------- | ---- | ------------------------------------------------- | ----------------- | -------- | ------------------------------------------------------------------------- |
| 4. Sep. 2016  | 3    | ITU Long Distance Duathlon World Championships    | Zofingen          | 07:31:42 | Duathlon-Weltmeisterschaft auf der Langdistanz beim Powerman Zofingen     |
| 7. Aug. 2016  | 2    | Powerman Germany                                  | Ulm               |          |                                                                           |
| 26. Juni 2016 | 2    | Powerman St. Wedel                                | St. Wedel         |          |                                                                           |
| 8. Mai 2016   | 3    | ETU Powerman Duathlon European Championships      | Kopenhagen        | 02:50:00 | Duathlon-Europameisterschaft Mitteldistanz                                |
| 6. Sep. 2015  | 3    | ITU Long Distance Duathlon World Championships    | Zofingen          | 07:20:33 |                                                                           |
| 23. Aug. 2015 | 1    | Powerman Austria                                  | Weyer             |          |                                                                           |
| 10. Mai 2015  | 3    | DEN Long Distance Duathlon National Championships | Kopenhagen        | 06:09:47 | Duathlon-Staatsmeisterschaft Langdistanz im Rahmen des Powerman Denmark   |
| 3. Aug. 2014  | 1    | Powerman Belgien                                  | Geel              |          | dritter Sieg in Folge                                                     |
| 18. Mai 2014  | 1    | Powerman Germany                                  | Falkenstein       |          |                                                                           |
| 11. Mai 2014  | 1    | DEN Duathlon National Championships               | Danemark          | 02:12:08 | Staatsmeisterin                                                           |
| 27. Apr. 2014 | 1    | Powerman Denmark                                  | Kopenhagen        |          |                                                                           |
| 12. Apr. 2014 | 3    | ETU Powerman Duathlon European Championships      | Horst aan de Maas | 03:08:50 | Duathlon-Europameisterschaft Mitteldistanz im Rahmen des Powerman Holland |
| 15. Sep. 2013 | 1    | DEN Duathlon National Championships               | Danemark          | 02:05:57 | Staatsmeisterin                                                           |
| 18. Aug. 2013 | 2    | Powerman Austria                                  | Weyer             |          |                                                                           |
| 4. Aug. 2013  | 1    | Powerman Belgien                                  | Geel              |          |                                                                           |
| 26. Mai 2013  | 2    | Powerman Germany                                  | Falkenstein       |          |                                                                           |
| 19. Aug. 2012 | 1    | Powerman Austria                                  | Weyer             |          | [ 3 ]                                                                     |
| 5. Aug. 2012  | 1    | Powerman Belgien                                  | Geel              |          |                                                                           |
| 20. Mai 2012  | 1    | Powerman Germany                                  | Falkenstein       |          |                                                                           |
| 12. Mai 2012  | 1    | DEN Duathlon National Championships               | Danemark          | 02:04:17 | Staatsmeisterin                                                           |
| 29. Apr. 2012 | 3    | ETU Powerman Duathlon European Championships      | Horst aan de Maas | 03:06:12 | Duathlon-Europameisterschaft Mitteldistanz                                |
| 19. Aug. 2011 | 1    | Powerman Austria                                  | Weyer             |          |                                                                           |
| 7. Aug. 2011  | 2    | Powerman Belgien                                  | Geel              |          |                                                                           |
| 30. Mai 2010  | 3    | Powerman Germany                                  | Falkenstein       |          |                                                                           |
| 25. Apr. 2010 | 3    | Powerman Holland                                  | Horst aan de Maas |          |                                                                           |
| 17. Mai 2009  | 3    | Powerman Germany                                  | Falkenstein       |          |                                                                           |

(DNF – Did Not Finish)